# سیارک ۲۰۷۶۶۶
سیارک ۲۰۷۶۶۶ (به انگلیسی: 207666 Habibula، نامگذاری:2007PA11)۲۰۷۶۶۶مین سیارک کشف شده‌است که در ۱۱ اوت ۲۰۰۷ کشف شد.